# ジェルビン
ジェルビン(jervine)は、シュロソウ属から得られる化学式がC27H39NO3のステロイドアルカロイド。同様にシュロソウ属で生成するシクロパミン（11-デオキシジェルビン）に構造が似ており、同様に催奇性をもつ。
シュロソウ属の近縁種であるデスカマスの一種のトキシコスコルディオン属に含まれるジガシンも類似の構造を持つ。

## 生理学的影響
ジェルビンは脊椎動物に出生異常をもたらす強い催奇形物質である。重傷例では単眼症、全前脳症がある。
誤食すると、血圧低下・嘔吐などを引き起こし、最悪の場合死に至る。

## 作用機序
ジェルビンの生物活性は7回膜貫通タンパク質のスムーズンドを介してもたらされる。ジェルビンはヘッジホッグシグナル伝達経路の必須な部分であるスムーズンドに結合しその機能を阻害する。スムーズンドが阻害されると、GLI1転写が失活しヘッジホッグ標的遺伝子が転写されなくなる。